# والری زاخاروویچ
والری زاخاروویچ (روسی: Валерий Владимирович Захаревич؛ زادهٔ ۱۴ اوت ۱۹۶۷) ورزشکار شمشیربازی اهل روسیه است.
وی در مسابقات کشوری و بین‌المللی در مجموع برندهٔ ۱ مدال نقره، ۱ مدال برنز شده‌است.